# Harry Ståhl
Harry Axel Mauritz Ståhl, född 22 september 1905 i Amsberg i Dalarna, död 27 februari 1991 i Uppsala, var ortnamnsforskare, professor i nordiska språk vid Uppsala universitet, samt verksam vid Ortnamnsarkivet i Uppsala (OAU).
Ståhl var bibliotekarie vid Västmanlands-Dala nation i Uppsala 1933-1935.